# 大江勝永
大江 勝永（おおえ かつなが、本名・寒河江忠左衛門勝永。1806年3月11日（文化3年1月22日） - 1864年10月9日（元治元年9月9日））は、江戸時代後期の水戸藩の武士であり刀工。山野辺家重臣。大慶直胤門。

## 来歴
常陸国助川城城主・山野辺家の譜代家臣寒河江家の出身。文化3年、寒河江勝隆、槇の長子として水戸の山野辺邸内に生まれる。15歳で山野辺氏に仕え、のち老職となった。人柄は剛直で、武芸に通じていたとされる。
天保10年以来、山野辺家の召しに応じ、たびたび助川城で駐鎚した大慶直胤に鍛刀を学んだ。助川城での同門に善定近則、直江助俊、源直吉らがいる。助川城初代城主、山野辺義観も余技で鍛刀をしたため、勝永はその手ほどきをした。「大江」の号は、祖先が因幡守大江貞種であったことから。

### 婚姻
山野辺家の家臣・安達氏の女性を娶り、五男四女をもうけている。長子の延之進勝知も、勝永とともに山野辺家に仕えた。また末子の八十太郎はのちに、日立市立助川小学校の第三代校長となっている。

### 最期
元治元年、水戸藩は大きく天狗党と諸生党の二派に分かれ、幕府や他藩を巻きこんでの内紛状態にあった。いわゆる「天狗党の乱」である。
時の助川城主・山野辺義芸は、水戸城にたてこもった諸生党・市川三左衛門の元、人質同然となっていた徳川斉昭夫人らの解放を呼びかけるため、8月23日、百余人を率いて水戸城へ向かった。この出立は、市川らに水戸城への入場を拒まれ、その鎮撫に苦慮していた宍戸藩主・松平頼徳からの救援要請に応えるためでもあった。しかし、市川ら諸生党は義芸の入城も拒絶。勝永が道理を尽くして説得を試みたが受け入れず、逆に山野辺軍への攻撃を開始した。
この時、「諸生党に与する博徒勢が助川城に迫りつつある」との急報が入り、山野辺軍は急遽反転。松平頼徳の配下と合流し、石名坂の合戦、金沢の合戦を経て、8月25日、助川城に帰りついた。ところが直後、義芸は幕府から逆賊と見なされてしまう。天狗党と行動を共にしていた頼徳軍と義芸が合流したこと、また、山野辺家がもともと水戸藩改革派の重鎮であったことを理由に、市川三左衛門が幕府の天狗党追討軍総督・田沼意尊と相図った結果だった。
差し向けられた二本松藩・磐城平藩・常陸松岡藩の追討軍に、諸生党の各隊、および動員された各村の人足790名をくわえた大軍勢によって、助川城は完全包囲される。追討軍への弁明は通じず、城主・山野辺義芸は他日を期して、9月6日、家臣とともに投降。勝永は長谷川繁之介、神永伝兵衛ら24人と城にとどまり、包囲軍に応戦して、約3日間耐えしのいだ。しかし9月9日、城はついに落城。勝永は大手口の近辺で敵に捕斬された。享年58歳。

## 主な作品
武家の慰み打ちであるため、作品数は極めて少ない。勝永が製作した刀としては以下が確認されている。
太刀 (日立市指定文化財)
銘「造 大江勝永(花押)/安政三年常陽介川大平山於桃氏亭」
刃長76.1センチメートル
刀
銘「大江勝永作/文久二年八月日」
刃長52.7センチメートル
刀
銘「大江勝永作/文久三年二月日」
刃長不明
刀
銘「大江勝永作/文久三年四月日」
刃長83.7センチメートル
脇差
銘「安政二年大江勝永作/於介川桃氏亭」
刃長不明
短刀
銘「造勝永(花押)/嘉永七仲春」
刃長23.0センチメートル
薙刀
銘「常州介川騎士 大江勝永造之/嘉永七年仲春」
刃長78.2センチメートル

## 大江勝永（寒河江忠左衛門）が登場する作品
- 小説『助川城炎上す』北川公二郎(那珂書房、2005年)

## 墓所
- 東松山薬師面墓地(茨城県日立市城南町)